# باشگاه ورزشی افس پیلسن

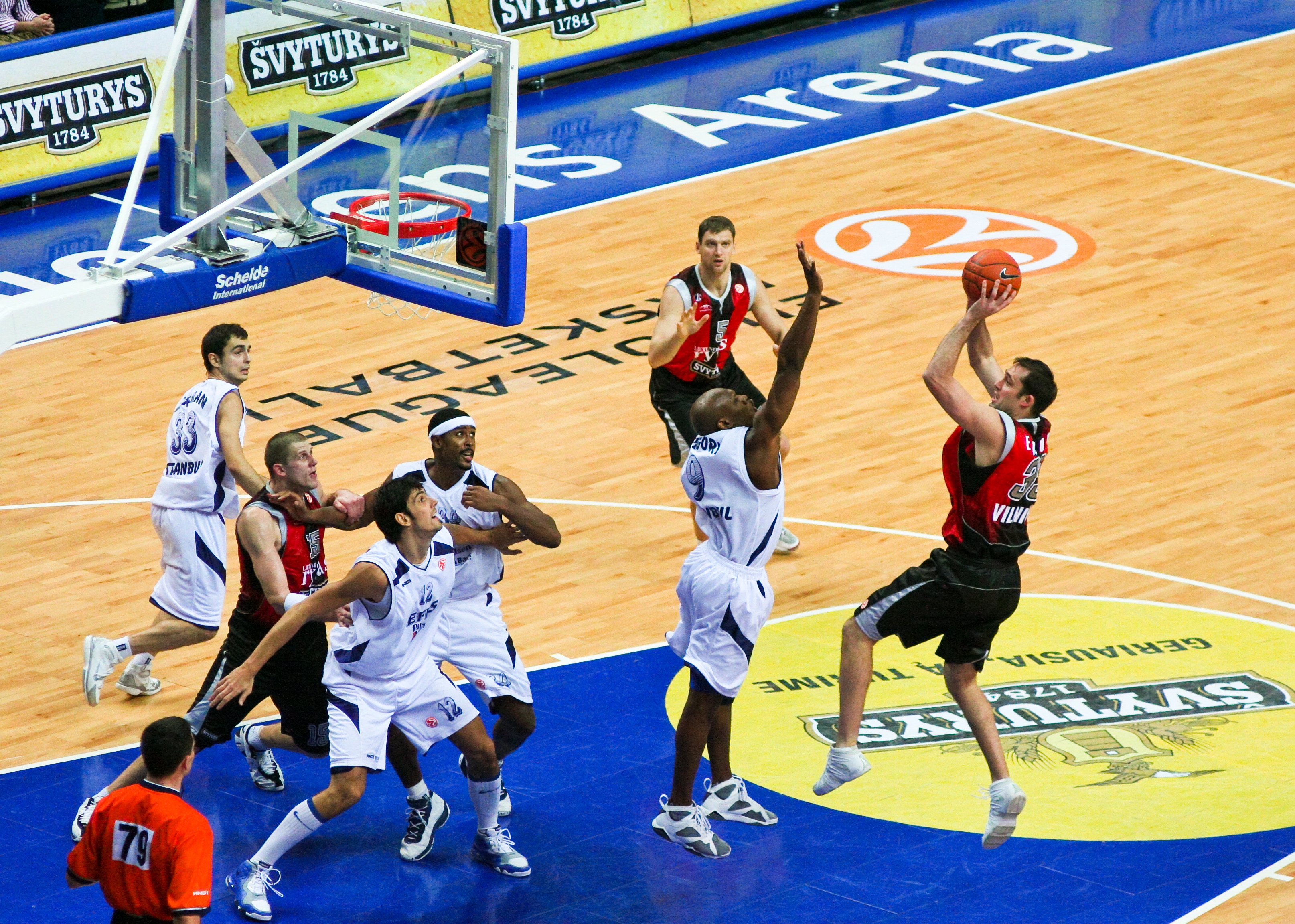
بازیکنان افس پیلسن (سفید) در سال ۲۰۰۷

باشگاه ورزشی افس پیلسن (به ترکی استانبولی: Efes Pilsen Spor Kulübü) یک باشگاه بسکتبال حرفه‌ای در شهر استانبول ترکیه است و پرافتخارترین تیم لیگ ترکیه به شمار می‌رود. شرکت افس حامی مالی این باشگاه است. این باشگاه موفق به معرفی بازیکنانی همچون هدایت ترک‌اغلو و مهمت اکور به بسکتبال جهان شده‌است که هم‌اکنون در ان‌بی‌ای بازی می‌کنند. این باشگاه همچنین بخش مهمی از تیم ملی بسکتبال ترکیه را تشکیل می‌دهد چنانچه در جام جهانی بسکتبال ۲۰۱۰ که ترکیه نایب قهرمان شد ۶ نفر از ۱۲ نفر ترکیه عضو این تیم بودند.